# 카콩고
카콩고(콩고어: Kakongo)는 오늘날 콩고 공화국과 앙골라 카빈다주의 대서양 연안에 위치했던 왕국이다. 13세기, 카콩고는 붕구, 응오요가 주도하는 연합 왕국의 일부를 형성했다. 카콩고는 이웃한 응오요, 로앙고 왕국과 함께 17세기~19세기까지 콩고 지역의 정치, 상업 중심지가 되었다. 카콩고는 한때 콩고 왕국의 조공국이었다.

## 역사
카콩고의 초기 역사에 대해서는 알려진 바가 거의 없으며, 구전 신화는 사료적 가치가 없다. 현재까지 발견된 자료로는 이 지역에서 기원전 5세기에 철기 시대에 접어들었고 기원후 초기에는 복잡한 사회가 출현했다는 사실만을 증명할 수 있다.
카콩고는 1535년 콩고 왕국의 왕 아폰수 1세의 칭호에서 최초로 언급되었다. 아폰수 1세는 자신이 카콩고 지역과 콩고강 기슭을 따라 위치한 여러 왕국의 왕이라고 언급했다. 이 칭호를 통해 역사학자들은 카콩고가 한때 콩고 왕국을 포함하는 거대한 연합 왕국의 일부였으며, 14세기 말에 건국되었다는 것을 밝혀냈다.
1620년대 포르투갈은 구리, 상아, 노예를 거래하기 위해 카콩고에 교역소를 세우기 시작했다. 17세기, 네덜란드와 영국의 상인들도 교역을 위해 카콩고를 방문했다.
1680년대 카콩고는 콩고강 남쪽의 소요와 외교 관계를 맺었다.
1775년, 프랑스의 선교사들은 콩고 왕국 주변국들을 개종시키고자 카콩고에 방문했다. 대부분의 개종 시도는 실패로 끝났으나 카콩고 내륙의 망구엔조(Manguenzo)에 거주하는 소요 출신의 기독교 공동체와 접촉할 수 있었다.
18세기에 들어 카콩고는 서아프리카에서 가장 중요한 무역 중심지 중 하나로 성장했으며, 영국, 네덜란드, 프랑스, 포르투갈 등 유럽의 선박들이 정기적으로 드나들었다.
카콩고는 1883년 포르투갈에 의해 항구가 점령당했고, 응오요 왕국과 비슷한 시기인 1885년에 포르투갈령 앙골라에 편입되었다.

## 같이 보기
- 응오요
- 붕구